# Georges Haldas

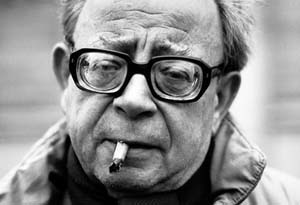
Georges Haldas (1987)

Georges Haldas (* 14. August 1917 in Genf; † 24. Oktober 2010 in Le Mont-sur-Lausanne) war ein französischsprachiger Schweizer Schriftsteller, Dichter, Essayist und Übersetzer.

## Leben

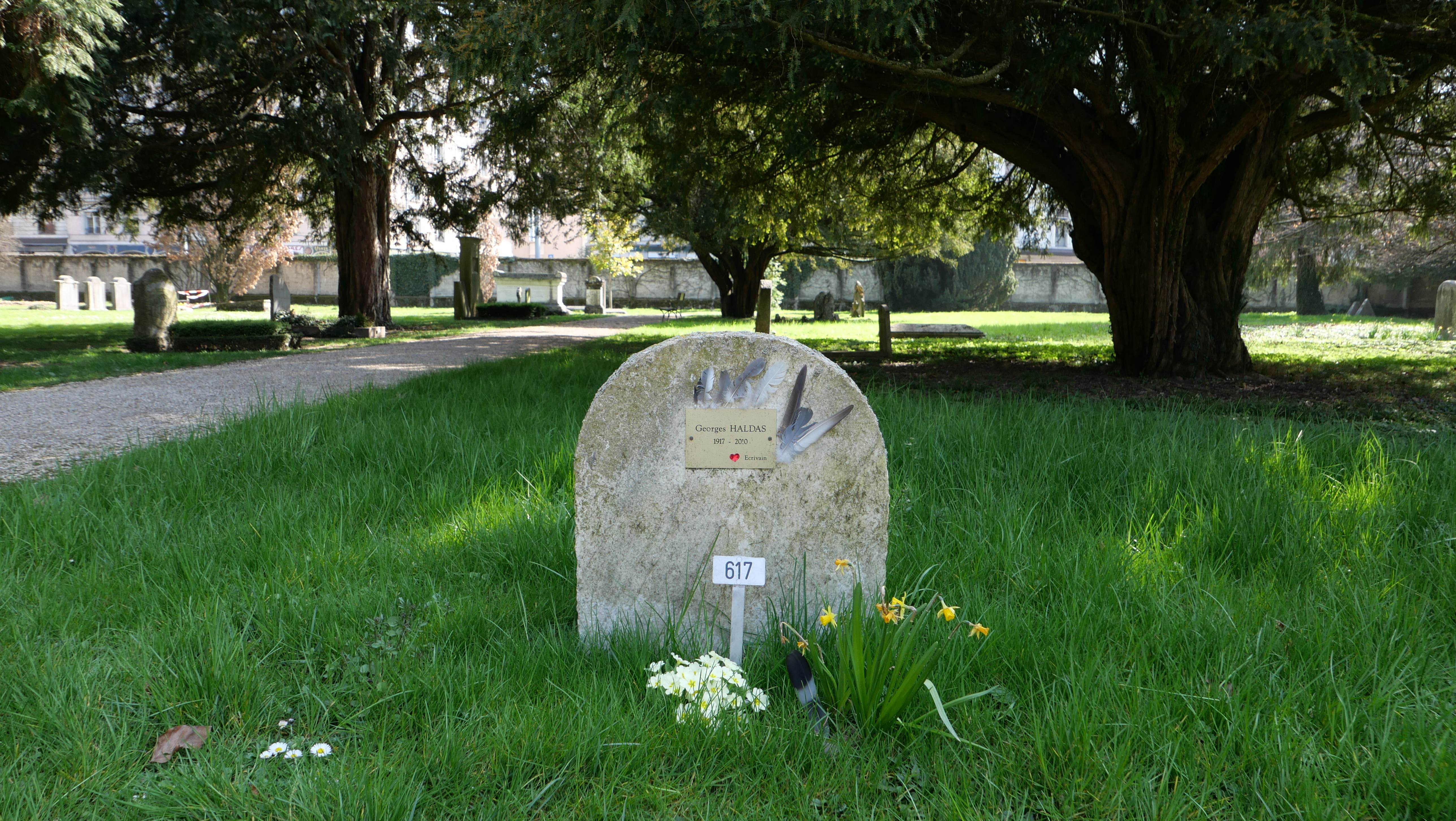
Haldas' Grab

Georges Haldas war der Sohn des griechischen Buchhalters Léonidas Halter und der Schweizerin Marguerite Monard. Bis zum Alter von neun Jahren lebte er auf der griechischen Insel Kefalonia, ehe er in die Schweiz kam. Er studierte Literatur an der Universität Genf. In seiner Jugend war er orthodox, doch trat er mit 23 Jahren zur katholischen Konfession über.
Haldas arbeitete als Hauslehrer, Journalist (er schrieb für das Journal de Genève) und Buchhändler. Er veröffentlichte seinen ersten Gedichtband 1942 und übersetzte Anakreon, Catull und Umberto Saba auf Französisch. Bekannt wurde er vor allem für seine Chroniken: Boulevard des Philosophes (1966), La Maison en Calabre (1970), Chute de l'Etoile Absinthe (1972), Chronique de la Rue Saint-Ours (1973). Insgesamt publizierte er 16 Gedichtbände und über 50 Prosawerke.
Haldas erhielt mehrere Literaturpreise: den Taorminapreis 1970, den Grossen Preis der Stadt Genf 1971, Preise der Schweizerischen Schillerstiftung 1971 und 1977, den Ramuzpreis 1985 und den Edouard Rod Preis im Jahr 2004.
Haldas ist auf dem Cimetère des Rois begraben, der weithin als Genfer Panthéon gilt.

## Werke

### Gedichtbände
- Cantique de l’aube. La Baconnière, Neuchâtel 1942.
- La voie d’amour. La Baconnière, Boudry-Neuchâtel 1948.
- Chants de la nuit. Rencontre, Lausanne 1952.
- Le couteau dans la plaie. La Baconnière, Neuchâtel; Seuil, Paris 1956.
- La peine capitale. Rencontre, Lausanne 1957.
- Le pain quotidien. Rencontre, Lausanne 1959.
- Corps mutilé. Rencontre, Lausanne 1962.
- Sans feu ni lieu. Rencontre, Lausanne 1968.
- Poèmes de la grande usure. Coopérative Rencontre, Lausanne 1974.
- Funéraires. L’Age d’Homme, Lausanne 1976.
- Un grain de blé dans l’eau profonde. L’Age d’Homme, Lausanne 1982.
- La blessure essentielle. L’Age d’Homme, Lausanne 1990, ISBN 2-8251-0127-3.
- Poèmes de jeunesse : inédits. L’Age d’Homme, Lausanne 1997, ISBN 2-8251-1047-7.
- Poésie complète. L’Age d’Homme, Lausanne 2000, ISBN 2-8251-1316-6.

### Übersetzungen
- Anakreon: Poèmes et fragments. Rencontre, Lausanne 1951.
- Catull: Poèmes d’amour. Rencontre, Lausanne 1954.
- Umberto Saba: Vingt et un poèmes. Rencontre, Lausanne 1962.

### Essays
- Les poètes malades de la peste. Seghers, Paris 1954.
- Trois écrivains de la relation fondamentale (Perez-Galdos; Giovanni Verga; C.F. Ramuz). L’Age d’Homme, Lausanne 1978.
- Les sept piliers de l’état de poésie : petit traité expérimental. L’Age d’homme, Lausanne 2005, ISBN 2-8251-1952-0.
- L’Espagne par les écrivains que j’aime. L’Age d’Homme, Lausanne 2006, ISBN 2-8251-3677-8.

### Chroniken
- Gens qui soupirent, quartiers qui meurent. La Baconnière, Neuchâtel 1963.
- Boulevard des philosophes. Rencontre, Lausanne 1966.
- Jardin des espérances. Rencontre, Lausanne 1969.
- La maison en Calabre. Coopérative Rencontre, Lausanne 1970.
- Chute de l’étoile absinthe. Coopérative Rencontre, Lausanne 1972; Denoël, Paris 1972.
- Chronique de la Rue Saint-Ours. Denoël, Paris 1973.
- Passion et mort de Michel Servet. L’Age d’Homme, Lausanne 1975.
- A la recherche du Rameau d’Or. L’Age d’Homme, Lausanne; C. Bourgois, Paris 1976.
- La légende des cafés. L’Age d’Homme, Lausanne 1976.
- Le livre des passions et des heures. L’Age d’Homme, Lausanne 1979.
- Echos d’une vie. L’Age d’Homme, Lausanne 1980.
- La légende du football. L’Age d’Homme, Lausanne 1981.
- Massacre et innocence. L’Age d’Homme, Lausanne 1983.
- La confession d’une graine, I: L’émergence. L’Age d’Homme, Lausanne 1983.
- La confession d’une graine, II: Conquête matinale. L’Age d’Homme, Lausanne 1986.
- La légende des repas. L’Age d’Homme, Lausanne 1987, ISBN 2-260-00518-7.
- L’intermède marocain. L’Age d’Homme, Lausanne 1989.
- Le grand arbre de l’homme. Ed. Temps qu'il fait, Cognac, 1989, ISBN 2-86853-074-5.
- Mémoire et résurrection. L’Age d’Homme, Lausanne 1991, ISBN 2-8251-0174-5.
- La confession d’une graine, III : L’école du meurtre. L’Age d’Homme, Lausanne 1992, ISBN 2-8251-0304-7.
- Ni or ni argent. Variations sur la lumière. Fotografien von Roger Chappellu. Editions Olizane, Genève 1994, ISBN 2-88086-127-6.
- La confession d’une graine, IV : Meurtre sous les géraniums. L’Age d’Homme, Lausanne 1994.
- Pâques à Jérusalem. L’Age d’Homme, Lausanne 1995, ISBN 2-8251-0629-1.
- La légende de Genève. L’Age d’Homme, Lausanne 1996, ISBN 2-8251-0789-1.
- Marie de Magdala. Regard, Fribourg; Nouvelle Cité, Montrouge 1996, ISBN 2-85313-305-2.
- Le livre et la vie. Association suisse des Libraires de langue française, Lausanne 1997.
- Le livre des trois déserts. Regard, Fribourg; Nouvelle Cité, Montrouge 1998, ISBN 2-85313-330-3.
- Lumières d’enfance. L’Age d’Homme, Lausanne 1998, ISBN 2-8251-1135-X.
- Ulysse ou la lumière grecque. L’Age d’Homme, Lausanne 1998, ISBN 2-8251-1174-0.
- Octobre 17 ou La fraternité trahie. L’Age d’Homme, Lausanne 1999, ISBN 2-8251-1294-1.
- Le Christ à ciel ouvert. L’Age d’Homme, Lausanne 2000, ISBN 2-8251-1374-3.
- Murmure de la source. L’Age d’Homme, Lausanne 2001, ISBN 2-8251-1512-6.
- La confession d’une graine, V: Le temps des rencontres. L’Age d’Homme, Lausanne 2001.
- Le temps des rencontres. L’Age d’homme, Lausanne 2001, ISBN 2-8251-1607-6.
- Socrate et le Christ. L’Age d’Homme, Lausanne 2002, ISBN 2-8251-1656-4.
- La confession d’une graine, VI : Un temps révolu. L’Age d’Homme, Lausanne 2003, ISBN 2-8251-1784-6.
- Chroniques de la petite fontaine. L’Age d’Homme, Lausanne 2004, ISBN 2-8251-1887-7.
- Ô ma sœur. L’Age d’Homme, Lausanne 2005, ISBN 2-8251-3615-8.
- Le tournant. L’Age d’Homme, Lausanne 2006, ISBN 2-8251-3706-5.

### Notizbücher (L’Etat de poésie)
- Les minutes heureuses, Carnets 1973. L’Age d’Homme, Lausanne 1977.
- Le tombeau vide, Carnets 1979. L’Age d’Homme, Lausanne 1982.
- Rêver avant l’aube, Carnets 1982. L’Age d’Homme, Lausanne 1984.
- Le cœur de tous, Carnets 1985. L’Age d’Homme, Lausanne 1988.
- Carnets du désert, Carnets 1986. L’Age d’Homme, Lausanne 1990.
- Le soleil et l’absence, Carnets 1987. L’Age d’Homme, Lausanne 1991, ISBN 2-8251-0219-9.
- Paradis perdu, Carnets 1988. L’Age d’Homme, Lausanne 1993, ISBN 2-8251-0448-5.
- Orphée errant, Carnets 1989. L’Age d’Homme, Lausanne 1996, ISBN 2-8251-0740-9.
- Le maintenant de toujours, Carnets 1995. L’Age d’Homme, 1997, 2825110469.
- Pollen du temps, Carnets 1996. L’Age d’Homme, Lausanne 1999, ISBN 2-8251-1232-1.
- Paroles du scribe, Carnets 1997. L’Age d’Homme, Lausanne 2002, ISBN 2-8251-1655-6.
- L’Orient intérieur : Carnets 1998. L’Age d’Homme, Lausanne 2003, ISBN 2-8251-1777-3.
- Paysan du ciel : Carnets 1999. L’Age d’Homme, Lausanne 2004, ISBN 2-8251-1935-0.
- Le nomade immobile : Carnets 2000. L’Age d’Homme, Lausanne 2006, ISBN 2-8251-3664-6.

### Gespräche
- Les entretiens de l'aube. Mit Étienne Sordet, Labor et Fides, Genève 1993.
- L'échec fertile. Mit Claire Bourgeois, Éditions Paroles d'Aube, Vénissieux 1996, ISBN 2-909096-61-0.
- Dossier H: Georges Haldas, l'invisible au quotidien. Mit Pierre Smolik, Éditions L'Âge d'Homme, Lausanne 2012.

### In deutscher Übersetzung
- Altstadtchronik (fr. Chronique de la Rue Saint-Ours), Deutsch von Marcel Schwander, Benziger, Zürich 1977.
- Boulevard des philosophes (fr. Boulevard des Philosophes), Deutsch von Elisabeth Dütsch, Ammann Verlag, Zürich 1989, ISBN 3-250-10061-7, neu aufgelegt bei Nimbus. Kunst und Bücher, Wädenswil 2021, ISBN 978-3-03850-072-8.
- Die Legende vom Fußball (fr. La légende du football), Deutsch von Hugo Meier, Pendo Verlag, Zürich 1994, ISBN 3-85842-277-0.
- Das Haus in Calabrien (fr. La maison en Calabre), Deutsch von Elisabeth Dütsch, Waldgut Verlag, Frauenfeld 1995, ISBN 3-7294-0217-X.
- Der Raum zwischen zwei Wörtern / L'espace entre deux mots (Gedichtanthologie), Auswahl und deutsche Übersetzung von Christoph Ferber, mit einem Nachwort von Barbara Traber, Limmat Verlag, Zürich 2017, ISBN 978-3-85791-799-8